# Liste der Stolpersteine in Solingen-Wald

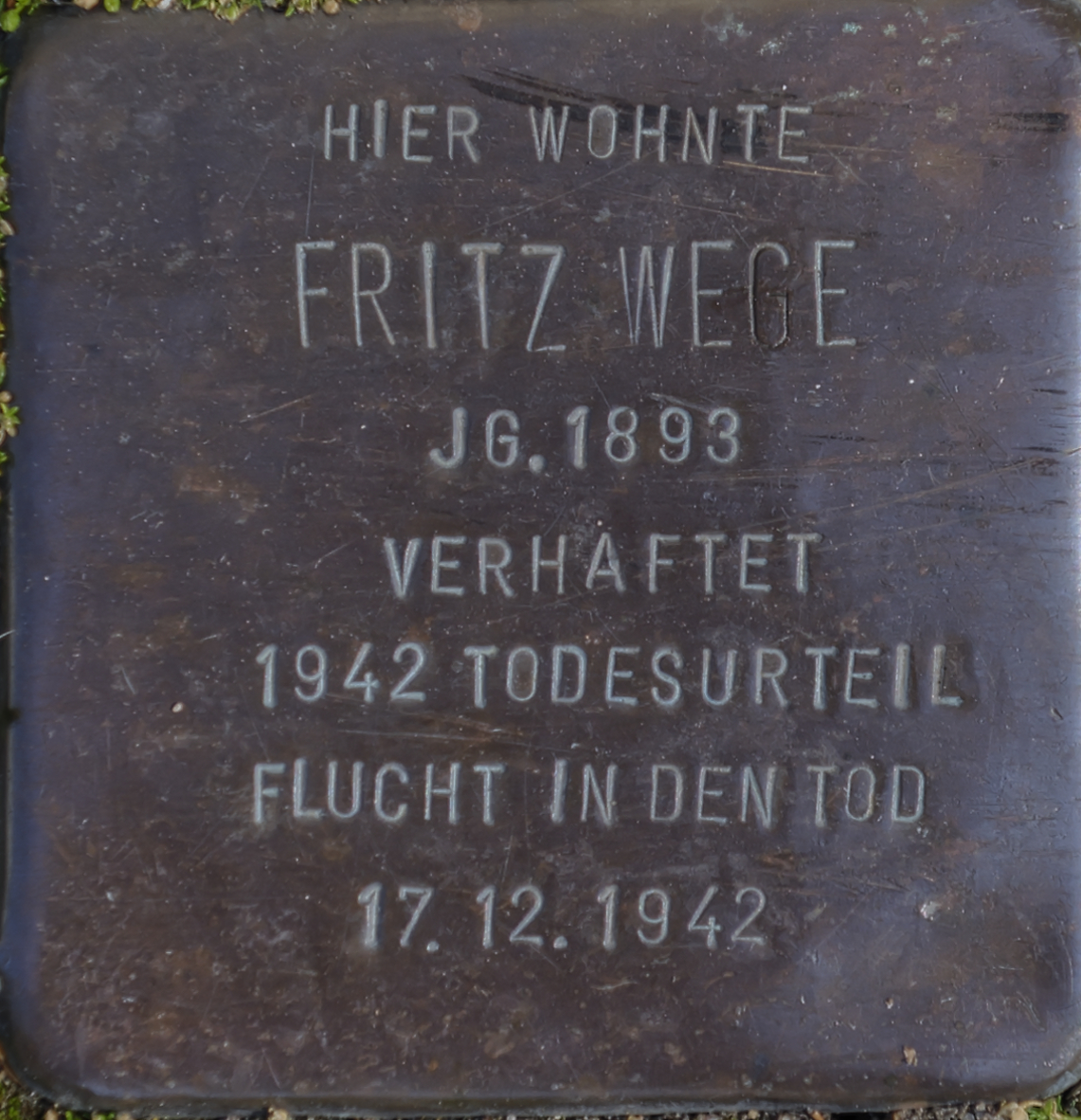
Der erste Stolperstein in Solingen

Die Liste der Stolpersteine in Solingen-Wald enthält Stolpersteine, die im Rahmen des gleichnamigen Kunst-Projekts von Gunter Demnig in Solingen-Wald verlegt wurden. Mit ihnen soll an Opfer des Nationalsozialismus erinnert werden, die in Solingen-Wald lebten und wirkten.
Diese Liste ist Teil der Liste der Stolpersteine in Solingen.

## Liste der Stolpersteine
| Nr. | Person             | Adresse                   | Inschrift | Bild | weitere Informationen |
| --- | ------------------ | ------------------------- | --- | ---- | --- |
| 61  | Ernst Bertram      | Altenhofer Str.76 ⊙       | Hier wohnte Ernst Bertram Jg. 1909 im Widerstand verhaftet Mai 1935 Zuchthaus Brandenburg tot 29.10.1938                                                               |      | Ernst Bertram wurde in Solingen geboren. Schon früh hatte er Kontakt zum Kommunistischen Jugendverband Deutschlands (KJVD) wo er im Februar 1929 Leiter der KJVD-Bezirksleitung und im September 1929 in das Zentralkomitee des KJVD gewählt wurde. Ab Juli 1930 gehörte er der engeren Reichsleitung des KJVD an. Ebenso war er Redakteur der Zeitung Junge Garde in Berlin. In dieser Funktion wurde er zu Studienzwecken nach Moskau gesandt und kam über Erfurt und Düsseldorf nach Leverkusen, wo er 1933 festgenommen wurde und bis Dezember im Zuchthaus Lüttringhausen in Schutzhaft war. Danach wurde er Leiter der inzwischen illegalen KPD in Hagen und später Wuppertal, wo er mit Wilhelm Reeks zusammen versuchte, die Parteiorganisation neu aufzubauen. Einer erneuten Verhaftung entging er, indem er die Leitung in Bielefeld übernahm. Im D-Zug Berlin-Düsseldorf wurde er 1935 festgenommen und am 22. November 1935 in Wuppertal als Hauptangeklagter im Rahmen der „Wuppertaler Gewerkschaftsprozesse“ wegen „Hochverrats“ zu 15 Jahren Haft verurteilt, die er erst im Zuchthaus Münster und später im Zuchthaus Brandenburg-Görden verbrachte. Dort starb er am 29. Oktober 1938 an einer Lungentuberkulose. |
| 62  | Ewald Peiniger     | Deller Straße 25 ⊙        | Hier wohnte Ewald Peiniger Jg. 1881 Gestapohaft misshandelt tot 26.3.1937                                                                                              |      | |
| 63  | Hans Debus         | Krausen 1–3 ⊙             | Hier wohnte Hans Debus Jg. 1919 Flucht 1937 Belgien Gestapohaft 1939–44 Deportiert KZ Buchenwald tot 14.2.1945                                                         |      | Hans Debus wurde 1919 in Solingen geboren. Schon als Jugendlicher verteilte er Flugschriften gegen das NS-Regime. Der Verhaftung entging er 1937 durch die Flucht nach Belgien wo er dann der KPD beigetreten ist. Bei einem Grenzübergang wurde er 1939 verhaftet und nach Berlin-Moabit, 1940 in das KZ Dachau und 1941 in das KZ Buchenwald verlegt. 1944 gelang ihm die Flucht aus dem Messelager Deutz. Er tauchte bei seiner Schwester in Solingen unter, wo er 1945 an Lungentuberkulose verstarb. |
| 64  | Albert Tobias      | Menzelstraße 15 ⊙         | Hier wohnte Albert Tobias Jg. 1891 deportiert 1941 Łódź ??? |      | Albert Tobias wurde am 21. Mai 1891 in Heimbach/Neuwied geboren und war wohnhaft in Köln und Solingen. Vom 17. November 1938 bis zum 23. Februar 1939 war er im KZ Dachau inhaftiert. Er wurde von Köln am 30. Oktober 1941 in das Ghetto Litzmannstadt und am 3. Mai 1942 in das KZ Kulmhof gebracht wo er ermordet wurde. |
| 65  | Werner Schütz      | Schlossstr. 33 ⊙          | Hier wohnte Werner Schütz Jg. 1914 Zuchthaus 1941 Todesurteil Flucht in den Tod 26.2.1942                                                                              |      | |
| 66  | Wilhelm Kratz      | Stresemannstr. 23 ⊙       | Hier wohnte Wilhelm Kratz Jg. 1906 im Widerstand verhaftet 1.1.1942 hingerichtet 5.10.1942 Gefängnis Köln-Klingelpütz                                                  |      | Wilhelm Kratz wurde 1906 in Solingen geboren. Bereits 1933 wurde er wegen Bandendiebstahls zu 7 Monaten Haft verurteilt und floh danach in die Niederlande. 1934 wurde er wegen Hochverrat und Waffenbesitz verurteilt und zur Fahndung ausgeschrieben. 1935 befand er sich illegal in Solingen, um innerhalb der KPD über die Brüsseler Konferenz zu berichten. 1937 wurden 17 Solinger Bürger zu Haftstrafen verurteilt, weil sie ihm nahe standen, darunter seine Ehefrau Elfriede. Nach dem Überfall auf die Niederlande 1942 zog Kratz nach Belgien und wurde am 1. Januar 1942 dort entdeckt. Bei der Verhaftung erschoss Kratz einen Polizisten und einen Wehrmachtsangehörigen, wobei er selbst verletzt wurde. Am 31. August wurde Kratz vom Sondergericht Essen zum viermaligen Tod verurteilt und am 5. Oktober 1942 durch das Fallbeil im Polizeigefängnis Klingelpütz in Köln hingerichtet. |
| 78  | Georg Bethke       | Rosenkamper Str. 10b ⊙    | Hier wohnte Georg Bethke Jg. 1893 verhaftet 1937 KZ Mauthausen ermordet 20.4.1944                                                                                      |      | |
| 95  | Karl Meisenbach    | Tiefendick 6 ⊙            | Hier wohnte Karl Meisenbach Jg.1918 Wehrkraftzersetzung 1939 Wehrmachtsgefängnis Graudenz Strafkompanie Fahnenflucht Todesurteil in Metz hingerichtet am 4.1.1943 Metz |      | Karl Meisenbach wurde 1889 in Solingen geboren. Wegen einer Befehlsverweigerung zur Judenerschießung wurde er zu einem Jahr Gefängnis verurteilt und anschließend 4 Jahre wegen Wehrkraftzersetzung in eine Strafkompanie eingewiesen. Nach seiner Fahnenflucht wurde er am 11. Dezember 1942 vom Kriegsgericht Metz zum Tode verurteilt und am 4. Januar 1943 in Metz als Deserteur hingerichtet. |
| 96  | Franz Wenders      | Kotzerter Str. 25 ⊙       | Hier wohnte Franz Wenders Jg. 1903 verhaftet 1943 'Sondergericht' Landgericht Wuppertal wegen 'Heimtücke' 3 Jahre Zuchthaus ermordet 27.3.1945 Strafanstalt Freiendiez |      | [ 5 ] |
| 97  | Hans Lichtenthäler | Dültgenstaler Str. 54 ⊙   | Hier wohnte Hans Lichtenthäler Jg. 1919 Fahnenflucht 1944 Im Widerstand in Italien hingerichtet 18.3.1945 Spilimbergo                                                  |      | Hans Lichtenthäler wurde 1942 in das Wehrmachtsgefängnis Glatz und später dann nach Italien gebracht. 1944 lief er zu den itiänischen Partisanen über und heiratet am 5. November 1944 eine itiänsiche Jüdin. Er wurde als Deserteur zum Tode verurteilt und am 18. April 1945 in Spilimbergo hingerichtet. |
| 99  | Walter Koch        | Schlossstr. 8 ⊙           | Hier wohnte Walter Koch Jg. 1898 im Widerstand/KPD verhaftet 1937 Gefängnis Solingen Zuchthaus Oberem 1944 Strafbataillon 999 tot 12.9.1944 Baumholder                 |      | |
| 100 | Willi Haas         | Friedrich-Ebert-Str. 32 ⊙ | Hier wohnte Willi Haas Jg. 1906 im Widerstand mehrmals verhaftet zuletzt 1937 'Hochverrat' Zuchthaus Herford 1943 Strafbataillon 999 tot 1945 an den Folgen            |      | |